# Zhuzhou Television Tower
Shennong Tower, ou Zhuzhou Television Tower, foi construída em 1998 na cidade de Zhuzhou, China. Tem 293 m (961 pés) e, até julho de 2019, é a 47.ª torre de estrutura independente mais alta do mundo.